# Ambasada Brazylii w Lizbonie
Ambasada Federacyjnej Republiki Brazylii w Lizbonie (port. Embaixada do Brasil em Lisboa) – misja dyplomatyczna Federacyjnej Republiki Brazylii w Republice Portugalskiej. Ambasada mieści się w Lizbonie.

## Historia
28 sierpnia 1825 Portugalia uznała niepodległość Brazylii, ogłoszoną 7 września 1822. W 1914 podniesiono przedstawicielstwa dyplomatyczne Brazylii w Portugalii i Portugalii w Brazylii do rangi ambasad.
Obecnie oba państwa ściśle ze sobą współpracują.